# Pathostream
Le pathostream, ou patostream (pato - de « pathologie », stream - de l'anglais « stream » ) est un type de live streaming originaire de Pologne au cours duquel des comportements jugés déviants sont présentés, notamment l'abus d'alcool, les violences conjugales et de nombreuses vulgarités,. Ces activités sont parfois réalisées en échange de petits paiements monétaires effectués par les téléspectateurs.

## En pologne
Des poursuites sont engagées contre les auteurs de pathostreams dont les activités sont considérées comme des infractions à la loi pour établir leur responsabilité juridique.
En Pologne, le phénomène de leur formation augmente considérablement entre 2017 et 2018. L'Empowering Children Foundation a publié un rapport qui montre que 84 % des adolescents polonais interrogés âgés de 13 à 15 ans ont entendu le terme patostreaming, tandis que 43 % des personnes interrogées regardent régulièrement des émissions démoralisantes. Une autre étude, menée par le NASK - National Research Institute, démontre également que seulement 12 % des parents connaissent les contenus regardés par leurs enfants.

## Conséquences pour les téléspectateurs
Les effets du visionnage de pathostreams parmi les téléspectateurs peuvent, à long terme, incluent :
- l'assimilation du comportement des pathostreamers,
- l'affaiblissement des contentions contre les agressions,
- l'assimilation des émotions et de la motivation du pathostreamer observé[3].